# Giải vô địch bóng đá nữ U-18 châu Âu 1998
Giải vô địch bóng đá nữ U-18 châu Âu 1998 là Giải vô địch bóng đá nữ U-18 châu Âu đầu tiên (sau này đổi thành Giải vô địch bóng đá nữ U-19 châu Âu), diễn ra từ ngày 30 tháng 4 tới ngày 18 tháng 7 năm 1998. Vòng chung kết của giải diễn ra theo thể thức loại trực tiếp lượt đi lượt về. Đan Mạch trở thành nhà vô địch đầu tiên sau chiến thắng trước Pháp.

## Vòng loại ngoài
26 đội tuyển tham dự được chia thành tám bảng gồm ba hoặc bốn đội, thi đấu vòng tròn một lượt, chọn ra tám đội đầu bảng lọt vào vòng chung kết.

### Bảng 1
- Địa điểm thi đấu: Sarpsborg (Na Uy)

| Đội            | Tr | T | H | B | BT | BB | HS  | Đ |
| -------------- | -- | - | - | - | -- | -- | --- | - |
| Na Uy          | 2  | 2 | 0 | 0 | 15 | 0  | +15 | 6 |
| Quần đảo Faroe | 2  | 1 | 0 | 1 | 1  | 8  | -7  | 3 |
| Hungary        | 2  | 0 | 0 | 2 | 0  | 8  | -8  | 0 |

### Bảng 2
- Địa điểm thi đấu: Sandviken (Thụy Điển)

| Đội       | Tr | T | H | B | BT | BB | HS  | Đ |
| --------- | -- | - | - | - | -- | -- | --- | - |
| Thụy Điển | 2  | 2 | 0 | 0 | 27 | 0  | +27 | 6 |
| Ukraina   | 2  | 1 | 0 | 1 | 12 | 8  | +4  | 3 |
| Litva     | 2  | 0 | 0 | 2 | 0  | 31 | -31 | 0 |

### Bảng 3
- Địa điểm thi đấu: Bat Yam (Israel)

| Đội        | Tr | T | H | B | BT | BB | HS  | Đ |
| ---------- | -- | - | - | - | -- | -- | --- | - |
| Nga        | 2  | 2 | 0 | 0 | 12 | 0  | +12 | 6 |
| Israel     | 2  | 1 | 0 | 1 | 3  | 6  | -3  | 3 |
| Thổ Nhĩ Kỳ | 2  | 0 | 0 | 2 | 2  | 11 | -9  | 0 |

### Bảng 4
- Địa điểm thi đấu: Nykøbing Falster (Đan Mạch)

| Đội      | Tr | T | H | B | BT | BB | HS  | Đ |
| -------- | -- | - | - | - | -- | -- | --- | - |
| Đan Mạch | 2  | 2 | 0 | 0 | 22 | 2  | +20 | 6 |
| Phần Lan | 2  | 1 | 0 | 1 | 12 | 9  | +3  | 3 |
| Estonia  | 2  | 0 | 0 | 2 | 0  | 23 | -23 | 0 |

### Bảng 5
- Địa điểm thi đấu: Schwarzenfeld, Cham, Weiden (Đức)

| Đội      | Tr | T | H | B | BT | BB | HS  | Đ |
| -------- | -- | - | - | - | -- | -- | --- | - |
| Đức      | 3  | 3 | 0 | 0 | 22 | 0  | +22 | 9 |
| Nam Tư   | 3  | 1 | 1 | 1 | 4  | 8  | -4  | 4 |
| Ba Lan   | 3  | 1 | 1 | 1 | 2  | 12 | -10 | 4 |
| Slovakia | 3  | 0 | 0 | 3 | 1  | 9  | −8  | 0 |

### Bảng 6
- Địa điểm thi đấu: Oostduinkerk (Bỉ)

| Đội  | Tr | T | H | B | BT | BB | HS | Đ |
| ---- | -- | - | - | - | -- | -- | -- | - |
| Pháp | 2  | 1 | 1 | 0 | 3  | 1  | +2 | 4 |
| Anh  | 2  | 1 | 1 | 0 | 3  | 2  | +1 | 4 |
| Bỉ   | 2  | 0 | 0 | 2 | 1  | 4  | -3 | 0 |

### Bảng 7
- Địa điểm thi đấu: Torroella de Montgri (Tây Ban Nha)

| Đội              | Tr | T | H | B | BT | BB | HS | Đ |
| ---------------- | -- | - | - | - | -- | -- | -- | - |
| Hà Lan           | 3  | 3 | 0 | 0 | 7  | 0  | +7 | 9 |
| Cộng hòa Séc     | 3  | 1 | 1 | 1 | 5  | 6  | -1 | 4 |
| Tây Ban Nha      | 3  | 0 | 2 | 1 | 5  | 8  | -3 | 2 |
| Cộng hòa Ireland | 3  | 0 | 1 | 2 | 1  | 4  | −3 | 1 |

### Bảng 8
- Địa điểm thi đấu: San Gregorio Magno (Ý)

| Đội     | Tr | T | H | B | BT | BB | HS | Đ |
| ------- | -- | - | - | - | -- | -- | -- | - |
| Ý       | 2  | 2 | 0 | 0 | 2  | 0  | +2 | 6 |
| Thụy Sĩ | 2  | 1 | 0 | 1 | 2  | 1  | +1 | 3 |
| Hy Lạp  | 2  | 0 | 0 | 2 | 0  | 3  | -3 | 0 |

## Vòng chung kết

### Tứ kết
| Thụy Điển | 1 – 0 | Ý |
| --------- | ----- | - |
|           |       |   |

| Ý | 0 – 4 | Thụy Điển |
| - | ----- | --------- |
|   |       |           |

| Hà Lan | 1 – 2 | Đan Mạch |
| ------ | ----- | -------- |
|        |       |          |

| Đan Mạch | 0 – 1 | Hà Lan |
| -------- | ----- | ------ |
|          |       |        |

| Na Uy | 1 – 2 | Đức |
| ----- | ----- | --- |
|       |       |     |

| Đức | 3 – 2 | Na Uy |
| --- | ----- | ----- |
|     |       |       |

| Pháp | 2 – 0 | Nga |
| ---- | ----- | --- |
|      |       |     |

| Nga | 0 – 1 | Pháp |
| --- | ----- | ---- |
|     |       |      |

### Bán kết
| Đan Mạch | 0 – 0 | Đức |
| -------- | ----- | --- |
|          |       |     |

| Đức | 0 – 1 | Đan Mạch |
| --- | ----- | -------- |
|     |       |          |

| Pháp | 2 – 0 | Thụy Điển |
| ---- | ----- | --------- |
|      |       |           |

| Thụy Điển         | 2 – 0 (s.h.p.) | Pháp |
| ----------------- | -------------- | ---- |
|                   |                |      |
| Loạt sút luân lưu |                |      |
|                   | 3 – 5          |      |

### Chung kết
| Đan Mạch | 2 – 0 | Pháp |
| -------- | ----- | ---- |
|          |       |      |

| Pháp | 3 – 2 | Đan Mạch |
| ---- | ----- | -------- |
|      |       |          |

| Vô địch U-18 châu Âu 1998 |
| ------------------------- |
| · Đan Mạch · Lần thứ nhất |